# Henning Moritzen
Henning Bolvig Moritzen (født 3. august 1928 i Taarbæk, død 11. august 2012 på Frederiksberg Hospital) var en dansk skuespiller og instruktør, som var kendt fra en lang række film- og teaterroller.  
Efter at have læst hos Blanche Funch og gennemført skuespilleruddannelsen fra Privatteatrenes Elevskole i 1948 debuterede Moritzen på Det Ny Teater i 1950. Fra 1955 til 1975 og igen fra 1980 til 1998 var han fastansat ved Det Kongelige Teater. Her blev det til op mod 60 hovedroller, blandt andet som Billy Jack i Ernst Bruun Olsen og Finn Saverys Teenagerlove i 1962, i Brechts Svejk i Anden Verdenskrig og Holbergs Erasmus Montanus. Moritzens sidste teaterrolle var Jeronimus i Holbergs Mascarade i 2001.
Som film- og tv-skuespiller blev det til næsten 70 produktioner; begyndende i 1950 og med Det gælder livet som et første højdepunkt i 1953. Han brændte igennem som Poeten i de tre film om Poeten og Lillemor fra 1959 til 1961, hvor han spillede over for en anden af tidens yngre danske stjerner,  Helle Virkner. Blandt senere markante roller var faderen i Thomas Vinterbergs Festen (1998). Hans sidste filmrolle var i Alting bliver godt igen fra 2010.
I Danmarks Radio spillede Moritzen sammen med Lise Ringheim hovedrollerne i hørespillet Karlsens Kvarter. Der blev indspillet 26 afsnit i årene 1967-1984.
Henning Moritzen var gift med skuespillerinden Lise Ringheim fra 1971 til hendes død i 1994. Sammen fik de datteren Marianne Moritzen, der er produktionsleder i filmbranchen. Udover datteren havde Henning Moritzen en søn, skuespiller og instruktør Michael Moritzen, fra et tidligere ægteskab med kassererske Betty Krohn. 
Blot tre uger før sin død gav Henning Moritzen sit sidste interview.

## Tildelte priser og andre anerkendelser
- 1961: Bodilprisen for bedste mandlige hovedrolle – for Forelsket i København
- 1962: Bodilprisen for bedste mandlige birolle – for Harry og kammertjeneren
- 1964: Teaterpokalen
- 1990: Bodilprisen for bedste mandlige birolle – for Dansen med Regitze
- 1994: Lauritzen-prisen
- 1998: Kommandør af Dannebrog
- 1999: Æres-Robert
- 2011: Æres-Bodil

## Filmografi
| År   | Titel                               | Rolle                                                  | Noter                                      |
| ---- | ----------------------------------- | ------------------------------------------------------ | ------------------------------------------ |
| 1950 | Susanne                             | ung mand                                               |                                            |
| 1951 | Vores fjerde far                    | mand på bænk                                           |                                            |
| 1951 | Dorte                               | doktor Sørensen                                        |                                            |
| 1952 | Kærlighedsdoktoren                  | første kontorist                                       |                                            |
| 1953 | Vi som går køkkenvejen              | Dick                                                   |                                            |
| 1953 | Den gamle mølle på Mols             | Fløgstrup                                              |                                            |
| 1953 | Adam og Eva                         | toldbetjent                                            |                                            |
| 1953 | Det gælder livet                    | sanglærer Stefan Korsby                                |                                            |
| 1954 | Himlen er blå                       | slagterens datters kæreste                             |                                            |
| 1954 | Et eventyr om tre                   | Kjeld                                                  |                                            |
| 1955 | Bruden fra Dragstrup                | Walter Brandt                                          |                                            |
| 1956 | Kispus                              | Jakob                                                  |                                            |
| 1956 | Tante Tut fra Paris                 | Bent Larsen                                            |                                            |
| 1958 | Mariannes bryllup                   | Jørgen von Hejden                                      |                                            |
| 1958 | Mor skal giftes                     | Ove Bang                                               |                                            |
| 1959 | Poeten og Lillemor                  | poeten                                                 |                                            |
| 1960 | Poeten og Lillemor og Lotte         | poeten                                                 |                                            |
| 1960 | Forelsket i København               | Jan Scharf                                             | Bodilprisen for bedste mandlige hovedrolle |
| 1961 | Jetpiloter                          | kaptajn Tom Jessen                                     |                                            |
| 1961 | Harry og kammertjeneren             | fyrst Igor                                             | Bodilprisen for bedste mandlige birolle    |
| 1961 | Poeten og Lillemor i forårshumør    | poeten                                                 |                                            |
| 1961 | Eventyr på Mallorca                 | journalist Michael Bolberg                             |                                            |
| 1962 | Det tossede paradis                 | fortælleren                                            |                                            |
| 1962 | Den kære familie                    | Alex Maagenhjelm                                       |                                            |
| 1962 | Det stod i avisen                   | Johan Jespersen                                        |                                            |
| 1962 | Svinedrengen og prinsessen på ærten | har lagt stemme til Prinsen                            |                                            |
| 1962 | Venus fra Vestø                     | John Morland                                           |                                            |
| 1963 | Støvsugerbanden                     | Peter Park                                             |                                            |
| 1964 | Alt for kvinden                     | Grev Ditlev Liljenborg / Grev Peder Joachim Liljenborg |                                            |
| 1969 | Stine og drengene                   | Stines far                                             |                                            |
| 1969 | Tænk på et tal                      | Flemming Borck                                         |                                            |
| 1972 | Viskningar och rop                  | Joakim, Marias mand                                    |                                            |
| 1982 | Pengene eller livet                 | Poul Kristiansen                                       |                                            |
| 1987 | Peter von Scholten                  | kong Christian VIII                                    |                                            |
| 1989 | Dansen med Regitze                  | Borge                                                  | Bodilprisen for bedste mandlige birolle    |
| 1992 | Sofie                               | Frederick Philipson                                    |                                            |
| 1993 | Roser & persille                    | Willy Larsen                                           |                                            |
| 1998 | Baby Doom                           | Holstein                                               |                                            |
| 1998 | Festen                              | Helge, Christians far                                  |                                            |
| 1999 | Dybt vand                           | borgmester Knud Engdahl                                |                                            |
| 2000 | Her i nærheden                      | baronen                                                |                                            |
| 2001 | Grev Axel                           | fortæller (i prologen)                                 |                                            |
| 2004 | Visions of Europe                   | segment "Europe Does Not Exist"                        |                                            |
| 2005 | Allegro                             | Tom                                                    |                                            |
| 2008 | Headhunter                          | direktør N.F. Sieger                                   |                                            |

### Serier
| År      | Titel                     | Rolle                       | Noter        |
| ------- | ------------------------- | --------------------------- | ------------ |
| 1972    | Livsens ondskab           | fortæller                   | miniserie    |
| 1977-80 | En by i provinsen         | kriminalinspektør Eriksen   |              |
| 1984    | SK 917 har nettopp landet | purser Palle                | miniserie    |
| 1996    | Renters rente             | direktør Nicolaj 'Nic' Holm | miniserie    |
| 1996    | Madsen og Co.             | Ejnar                       | afsnit 5     |
| 1997    | Bryggeren                 | C. A. Reitzel               | afsnit 2 & 5 |
| 2002    | Rejseholdet               | Bertel Kjeldsen             | afsnit 23    |
| 2004    | Krøniken                  | hr. Stokmand                |              |
| 2004    | Forsvar                   | Ewald Bork                  | afsnit 23    |

### Stemme til tegnefilm
| År   | Titel                  | Rolle     | Noter |
| ---- | ---------------------- | --------- | ----- |
| 1988 | Landet for længe siden | fortæller |       |